# Kopa Trophy
Kopa Trophy je fotbalové ocenění, které je udělované nejlepšímu hráči do 21 let. Cenu uděluje France Football a je pojmenována po Raymondu Kopovi, vítězi Zlatého míče za rok 1958. Trofej může získat hráč z neevropské ligy. Uděluje se během ceremoniálu udělování Zlatého míče.

## Seznam vítězů

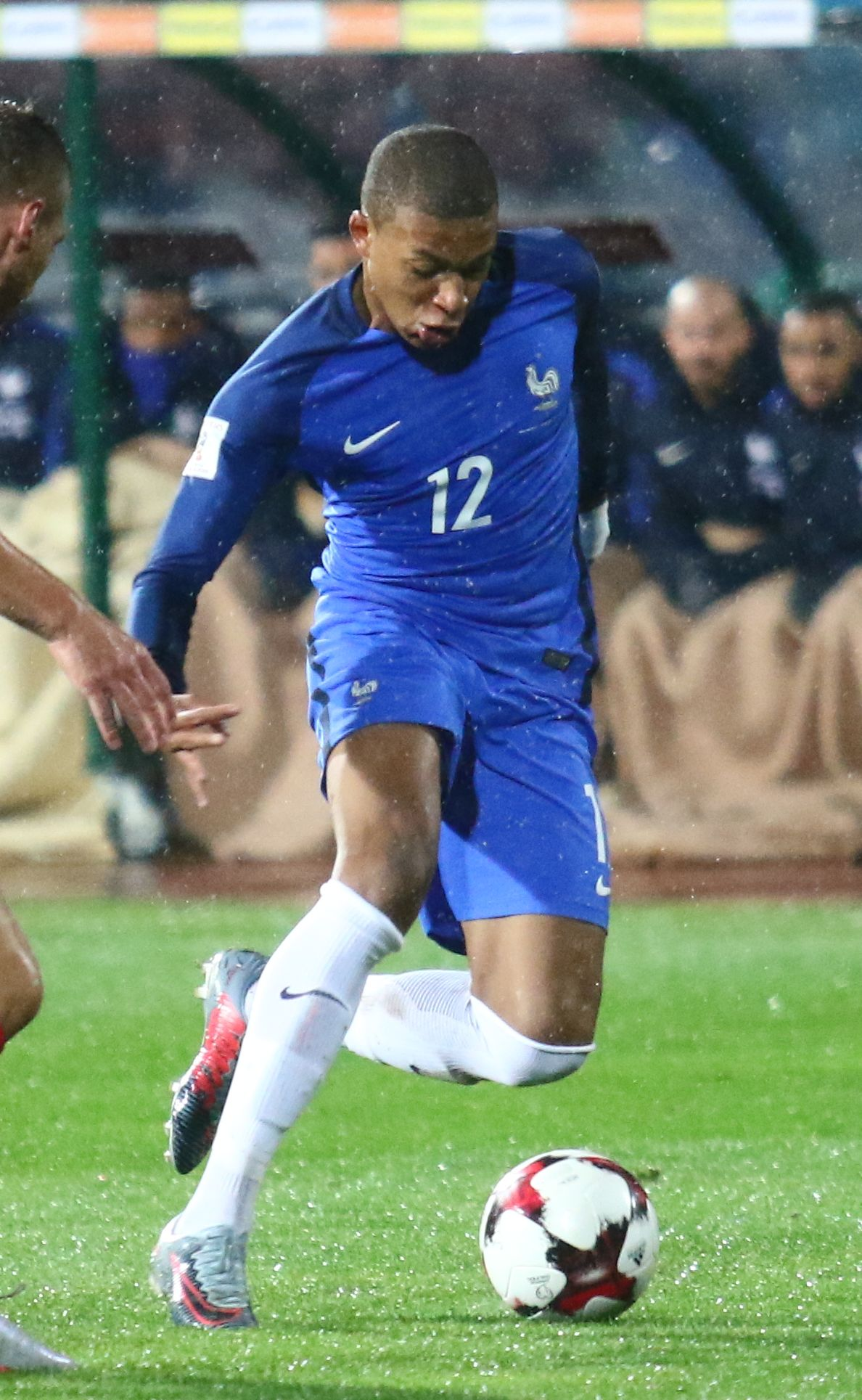
Kylian Mbappé, první vítěz ceny (2018)

| Ročník | #                                              | Jméno                                          | Klub                                           | Hlasy                                          |
| ------ | ---------------------------------------------- | ---------------------------------------------- | ---------------------------------------------- | ---------------------------------------------- |
| 2018   | 1.                                             | Kylian Mbappé                                  | Paris Saint-Germain                            | 110                                            |
| 2018   | 2.                                             | Christian Pulisic                              | Borussia Dortmund                              | 31                                             |
| 2018   | 3.                                             | Justin Kluivert                                | Řím                                            | 18                                             |
|        |                                                |                                                |                                                |                                                |
| 2019   | 1.                                             | Matthijs de Ligt                               | Juventus                                       | 58                                             |
| 2019   | 2.                                             | Jadon Sancho                                   | Borussia Dortmund                              | 49                                             |
| 2019   | 3.                                             | João Félix                                     | Atlético Madrid                                | 41                                             |
|        |                                                |                                                |                                                |                                                |
| 2020   | Trofej nebyla udělena kvůli pandemii covidu-19 | Trofej nebyla udělena kvůli pandemii covidu-19 | Trofej nebyla udělena kvůli pandemii covidu-19 | Trofej nebyla udělena kvůli pandemii covidu-19 |
|        |                                                |                                                |                                                |                                                |
| 2021   | 1.                                             | Pedri                                          | Barcelona                                      | 89                                             |
| 2021   | 2.                                             | Jude Bellingham                                | Borussia Dortmund                              | 39                                             |
| 2021   | 3.                                             | Jamal Musiala                                  | Bayern Mnichov                                 | 38                                             |
|        |                                                |                                                |                                                |                                                |
| 2022   | 1.                                             | Gavi                                           | Barcelona                                      | 59                                             |
| 2022   | 2.                                             | Eduardo Camavinga                              | Real Madrid                                    | 51                                             |
| 2022   | 3.                                             | Jamal Musiala                                  | Bayern Mnichov                                 | 47                                             |
|        |                                                |                                                |                                                |                                                |
| 2023   | 1.                                             | Jude Bellingham                                | Borussia Dortmund                              | 90                                             |
| 2023   | 2.                                             | Jamal Musiala                                  | Bayern Mnichov                                 | 42                                             |
| 2023   | 3.                                             | Pedri                                          | Barcelona                                      | 33                                             |
|        |                                                |                                                |                                                |                                                |
| 2024   | 1.                                             | Lamine Yamal                                   | Barcelona                                      | 113                                            |
| 2024   | 2.                                             | Arda Güler                                     | Real Madrid                                    | 26                                             |
| 2024   | 3.                                             | Kobbie Mainoo                                  | Manchester United                              | 20                                             |